# شباط

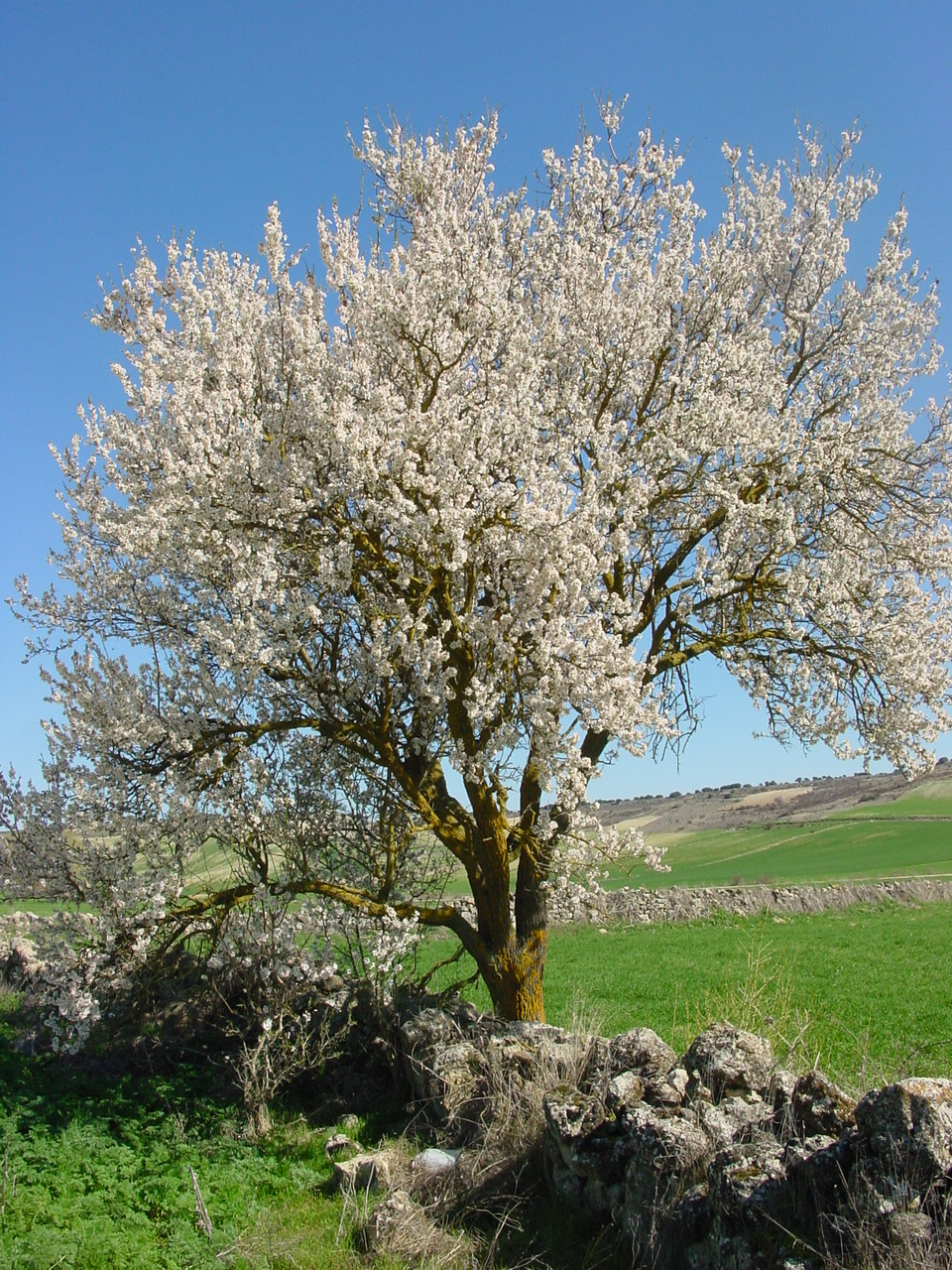

شُبَاط أو سُباط هو الشهر الثاني من شهور السنة الميلادية حسب الأسماء العربية الفصحى الواردة في المعاجم العربية، وحسب الأسماء السريانية المستعملة في المشرق العربي. يقابله في التسمية الغربية شهر فبراير أو فيفري
ارتبط شُبَاط بالتراث والحكايا الشعبية والأمثال. من الأمثال الشهيرة المتداولة حول شُبَاط: شباط ما عليه رباط.
تبدأ فترة السعود في الأول من شباط.

## شباط عند العرب
قال الأَزهري: العرب تقول: السنة أَربعة أَزمان، ولكل زمن منها ثلاثة أَشهر، وهي فصول السنة: منها فصل الصيف وهو فصلُ ربيع الكَلإِ آذارُ ونَيْسانُ وأَيّارُ، ثم بعده فصل القيظ حَزِيرانُ وتَموزُ وآب، ثم بعده فصل الخريف أَيْلُولُ وتَشْرِين وتَشْرين، ثم بعده فصل الشتاء كانُونُ وكانونُ وسُباطُ.